# Крутоярівка (Білгород-Дністровський район)
Крутоя́рівка (до 1945 року — Молдова) — село Старокозацької сільської громади Білгород-Дністровського району Одеської області в Україні. Населення становить 1933 осіб.

## Історія
Було засноване приблизно в 1824 р тікаючими від турецького насильства 30 вдовами з Молдови (румунки, молдаванки), тому перша назва села Ведень що в перекладі (Вдовине). Після в роки становлення радянської влади село було перейменовано в Молдовка і спершу входила до складу Старокозацького району Одеської області. Остання назва села Крутоярівка (село розташувалося між двох крутих ярів).

## Населення
Згідно з переписом 1989 року населення села становило 1979 осіб, з яких 931 чоловік та 1048 жінок.
За переписом населення 2001 року в селі мешкало 1930 осіб.

### Мова
Розподіл населення за рідною мовою за даними перепису 2001 року:
| Мова       | Відсоток |
| ---------- | -------- |
| румунська  | 94,16 %  |
| російська  | 4,35 %   |
| українська | 1,29 %   |
| білоруська | 0,05 %   |
| болгарська | 0,05 %   |

## Відомі люди
Уродженцями села є:
- Гувір Сергій Іванович (1993—2017) — старшина Державної прикордонної служби України, учасник російсько-української війни.
- Кабак Михайло Григорович (1987—2014) — старший сержант Державної прикордонної служби України, учасник російсько-української війни.
- Мангул Анатолій Ілліч (нар. 1952) — український політик, голова Мелітопольського міськвиконкому (1991—1997), міський голова міста Мелітополя (1997—1998), депутат Верховної Ради (1998—2002), перший заступник міністра промислової політики (2003—2005), заступник голови Фонду держмайна України (з 2010).